# Polia vespertilio
Polia vespertilio är en fjärilsart som beskrevs av Max Wilhelm Karl Draudt 1934. Polia vespertilio ingår i släktet Polia och familjen nattflyn. Inga underarter finns listade i Catalogue of Life.